# Joan Robinson
Joan Violet Robinson, född Maurice 31 oktober 1903 i Surrey, England, död 5 augusti 1983 i Cambridge, var en brittisk nationalekonom.

## Biografi
Robinson studerade ekonomi vid Girton College, Cambridge där hon också kom under inflytande av Maurice Dobb, som var en medlem av kommunistpartiet i Storbritannien. Dobb var troligen den förste akademikern i Storbritannien som hade ett kommunistiskt partimedlemskort. Utan Dobb skulle kommunismen aldrig fått den framträdande plats i Cambridge som den fick.
Omedelbart efter examen 1925 gifte hon sig med ekonomen Austin Robinson. År 1937 blev hon lektor i nationalekonomi vid University of Cambridge. Hon invaldes till British Academy 1958 och blev docent i Newnham College 1962. År 1965 tillträdde hon som professor i Girton College och 1979, bara fyra år innan hon dog, blev hon den första kvinnliga hedersdoktorn i Kings College.
Som medlem av Cambridgeskolan inom ekonomin bidrog Robinson med sitt till stöd och framställning av Keynes General Theory, och beskrev särskilt dess konsekvenser för sysselsättningen 1936 och 1937 i ett försök att förklara sysselsättningsdynamiken mitt i den stora depressionen. År 1942, i en berömd en uppsats om marxistisk ekonomi, koncentrerade hon sig på Karl Marx som ekonom, och bidrog till att blåsa nytt liv i debatten om denna aspekt av hans arv.
År 1948 utsågs Robinson som den första ekonomen till medlem av Monopolies and Mergers Commission och åtta år senare publicerade hon sitt magnum opus, The Accumulation of Capital, som blev en långsiktig utveckling av keynesianismen.
Mot slutet av sitt liv studerade och koncentrerade Robinson sig på metodologiska problem inom ekonomi och försökte återskapa det ursprungliga budskapet i Keynes General Theory. Mellan 1962 och 1980 skrev hon många böcker om ekonomi för allmänheten och föreslog också utveckling av ett alternativ till återkomsten av klassisk nationalekonomi.